# Heterophleps fusca
Heterophleps fusca är en fjärilsart som beskrevs av Edward Meyrick 1892. Heterophleps fusca ingår i släktet Heterophleps och familjen mätare. Inga underarter finns listade i Catalogue of Life.